# بامیه اژه
«بامیهٔ اژه» (به ترکی استانبولی: Ege Bamyasi) چهارمین آلبوم استودیویی گروه موسیقی راک تجربیِ کن است که سال ۱۹۷۲ به‌شکل ال‌پی منتشر شد.
آلبوم بامیهٔ اژه از زمان انتشار تاکنون مورد استقبال گرم منتقدان قرار گرفته و هنرمندان بسیاری از آن به‌عنوان منبع الهام خود نام برده یا ترانه‌هایش را بازخوانی کرده‌اند.